# Arma (серия игр)
Arma — серия компьютерных игр в жанре тактико-стратегического военного симулятора, разработанная чешской компанией Bohemia Interactive, оригинально издающийся на платформе Windows. Эта серия совмещает в себе реализм и симулятор войны, но может быть рассмотрен как обучающий, виды военной техники, оружия и поведение НПС приближены к реальному.

## История
| Название                    | Год  | Платформы                           |
| --------------------------- | ---- | ----------------------------------- |
| Arma: Armed Assault         | 2006 | Windows                             |
| ArmA: Queen’s Gambit        | 2007 | Windows                             |
| Arma 2                      | 2009 | Windows, Linux                      |
| Arma 2: Operation Arrowhead | 2010 | Windows, Linux                      |
| ArmA: Cold War Assault      | 2011 | Windows, Xbox                       |
| Arma 2: Firing Range        | 2011 | iOS, Android                        |
| Arma Tactics                | 2013 | Windows, macOS, Linux, iOS, Android |
| Arma 3                      | 2013 | Windows, macOS, Linux               |
| Arma Mobile Ops             | 2016 | iOS, Android                        |
| Arma Reforger               | 2022 | Windows, Xbox Series X/S            |
| Arma 4                      | 2027 | Windows, Xbox Series X/S            |

В июне 2001 года была выпущена Operation Flashpoint: Cold War Crisis. На десятилетие игры, в июне 2011 года, Bohemia Interactive переиздали Operation Flashpoint как Arma: Cold War Assault, так как компания Codemasters сохраняет права на Operation Flashpoint товарного знака. Владельцы Operation Flashpoint: Cold War Crisis и Game of the Year Edition могут скачать и установить последний патч бесплатно, и игра доступна для покупки через цифровой дистрибутив. Этот выпуск не включает Red Hammer, которая была разработана компанией Codemasters.
В ноябре 2006 года была выпущена Arma: Armed Assault, которая в Северной Америке носит подзаголовок Arma: Combat Operations. Для игры в сентябре 2007 года было выпущено самостоятельное дополнение ArmA: Queen’s Gambit с использованием Real Virtuality. Акелла выпустила самостоятельное расширенное дополнение, включающее ArmA: Queen’s Gambit и ArmA: Warfare, плюс добавляющая 12 новых полноценных бонусных кампаний.
В июне 2009 года была выпущена Arma 2. В июне 2010 года была выпущена ArmA 2: Operation Arrowhead.
В апреле 2011 года было выпущено самостоятельное дополнение для ArmA 2 — ArmA 2: Reinforcements. Она включает в себя загружаемый контент для ArmA 2: British Armed Forces и ArmA 2: Private Military Company, которые могут быть приобретены для ArmA 2.
ArmA 2: Firing Range является игровым приложением для Android и iOS и была выпущена в июле 2011 года.
В мае 2013 года вышла Arma Tactics — игра, разработанная Bohemia Interactive. Это пошаговая стратегия, где игрок управляет отрядом из нескольких оперативников. Игрок управляет четырьмя персонажами с разными возможностями. Есть два режима игры: первый — обычная кампания, а второй — пользовательские миссии. Есть возможность зарабатывать очки опыта, чтобы получать превосходство и тратить их на покупку гаджетов и улучшений.
В сентябре 2013 была выпущена ArmA 3.
Arma Mobile Ops является игровым приложением для Android и iOS. Игра была выпущена в июне 2016 года.
В декабре 2021 был представлен новый движок серии — Enfusion Engine. Он разрабатывался с 2017 года и пришел на смену устаревшему Real Virtuality.
17 мая 2022 года в раннем доступе вместе с анонсом была выпущена Arma Reforger. Также, в тот же день была анонсирована Arma 4. 
Arma Reforger окончательно вышла 16 ноября 2023 года, покинув ранний доступ.
17 октября 2024 года был проведён концерт, посвященный двадцатипятилетию Bohemia Interactive, на котором было объявлено, что Arma 4 выйдет в 2027 году.